# Jugon-les-Lacs
Jugon-les-Lacs község Franciaország Bretagne régiójában, Côtes-d’Armor megyében.  Lakosainak száma 1806 fő (2018. január 1.). Jugon-les-Lacs Dolo községgel határos.
Új községként 2016. január 1-jén jött létre a korábbii Jugon-les-Lacs és Dolo korábbi község egyesítésével.

## Népesség
A település népességének változása:
| Lakosok száma | 1444 | 1417 | 1292 | 1283 | 1348 | 1636 | 1817 | 2536 | 1812 | 1806 |
|               | 1962 | 1968 | 1975 | 1990 | 1999 | 2008 | 2013 | 2016 | 2017 | 2018 |